# Скачёк (Ветковский район)
Скачёк (бел. Скачок) — деревня в Светиловичском сельсовете Ветковского района Гомельской области Белоруссии.
В результате катастрофы на Чернобыльской АЭС и радиационного загрязнения жители (144 семьи) переселены в 1996 году в чистые места.

## География

### Расположение
В 39 км на север от Ветки, 60 км от Гомеля.

### Гидрография
Через деревню проходит мелиоративный канал, соединённый с рекой Нёманка (приток реки Сож).

## Транспортная сеть
Автодорога Чечерск — Светиловичи.
Деревянные дома расположены у автодороги.

## История
По письменным источникам известна с XVIII века как хутор в Столбунской волости Гомельского уезда Могилёвской губернии. С 1781 года работала круподробилка. С 8 декабря 1926 года по 4 августа 1927 года центр Скачко-габровского сельсовета Светиловичского, с 4 августа 1927 года Ветковского района Гомельского округа. В 1930 году жители вступили в колхоз. Во время Великой Отечественной войны 12 жителей погибли на фронте. В 1959 году входила в состав совхоза «Восточный» (центр — деревня Акшинка).

## Население

### Численность
- 2010 год — жителей нет.

### Динамика
- 1897 год — 19 дворов, 102 жителя (согласно переписи).
- 1940 год — 20 дворов 70 жителей.
- 1959 год — 82 жителя (согласно переписи).
- 1996 год — жители (144 семьи) переселены.